# Liste der Naturdenkmale in Heiningen (Landkreis Göppingen)
| Naturdenkmale | Anzahl |
| ------------- | ------ |
| FND           | 7      |
| END           | 0      |
| Gesamt        | 7      |

Die Liste der Naturdenkmale in Heiningen nennt die verordneten Naturdenkmale (ND) der im baden-württembergischen Landkreis Göppingen liegenden Gemeinde Heiningen. In Heiningen gibt es insgesamt sieben als Naturdenkmal geschützte Objekte, alle sind flächenhafte Naturdenkmale (FND), keines ist ein Einzelgebilde-Naturdenkmal (END).
Stand: 31. Oktober 2016.

## Flächenhafte Naturdenkmale (FND)
| Name                               | Bild | Kennung     | Einzelheiten | Position | Fläche Hektar | Datum         |
| ---------------------------------- | ---- | ----------- | ------------ | -------- | ------------- | ------------- |
| Aufschluß Eschenbach               | BW   | 81170300007 | Heiningen    | ⊙        | 0,0           | 15. Dez. 1999 |
| Feuchtgebiet Rohrwasen             | BW   | 81170300002 | Heiningen    | ⊙        | 0,6           | 22. Okt. 1984 |
| Feuchtwiese Riedern                | BW   | 81170300001 | Heiningen    | ⊙        | 0,8           | 22. Okt. 1984 |
| Heubach-Aufschlüße (2 Teilflächen) | BW   | 81170300006 | Heiningen    | ⊙        | 0,3           | 15. Dez. 1999 |
| Schieferfels am Heubach            | BW   | 81170300003 | Heiningen    | ⊙        | 0,4           | 22. Okt. 1984 |
| Schilffläche Sachsentobel          | BW   | 81170300005 | Heiningen    | ⊙        | 0,3           | 22. Okt. 1984 |
| Teiche bei der Voralbhalle         | BW   | 81170300004 | Heiningen    | ⊙        | 1,1           | 22. Okt. 1984 |
| Legende für Naturdenkmal           |      |             |              |          |               |               |